# Marétique
La marétique désigne l'ensemble des systèmes informatiques et électroniques utilisés dans la gestion et l’utilisation des opérations relatives aux activités maritimes, fluviales et portuaires. Le terme est utilisé pour la première fois dans le Livre bleu sur la marétique publié en 2013. L'objectif initial de ce Livre bleu était de structurer les travaux et les réflexions de certains acteurs du monde maritime, comme le Cluster Maritime français en proposant la création d'un terme générique pour l'ensemble de ces systèmes.

## Notions de base

### Généralités
Le secteur maritime se numérise fortement depuis les années 2000,, avec deux composantes essentielles : la marétique embarquée sur les navires et celle utilisée par le monde portuaire.
La particularité de la marétique par rapport à l'électronique et à l'informatique classique s'explique par ses caractéristiques spécifiques :
- les systèmes embarqués par un navire sont nombreux, hétérogènes en termes de constructeur ou de technologie, avec un niveau d'intégration faible ;
- les systèmes sont exposés à des contraintes importantes en termes de bande passante satellitaire, entraînant des impacts importants en termes de maintenance ;
- le navire doit conserver un niveau de résilience important même en cas de panne d'un de ses systèmes électroniques ou informatiques[4] ;
- les métiers d'électrotechnicien se développent progressivement[5], mais la présence d'un d'expert en informatique ou électronique à bord est encore limité depuis la disparition du métier d'officier radiotélégraphiste de la marine marchande ;
- certains protocoles spécifiques au monde maritime sont utilisés, comme l'AIS ou le NMEA 0183.

### Marétique embarquée sur les navires et les installationsoffshore
La distinction des systèmes de la marétique entre IT et OT tels que proposé par le NIST permet d'identifier les systèmes suivants :

#### Systèmes IT embarqués
- Wi-Fi embarqué ;
- VoIP et autocommutateurs ;
- systèmes de distraction (réception et distribution de télévision par satellite, accès à Internet…) ;
- systèmes de vidéosurveillance.

#### Systèmes OT embarqués
- Systèmes de navigation électronique : ECDIS, radars ;
- Systèmes de positionnement : GPS, Galileo et, de manière générale, systèmes GNSS ;
- Systèmes de géolocalisation des navires et d'alerte : AIS, VMS, SSAS ;
- Systèmes de communication hertziens et par satellite pour la détresse et le sauvetage en mer : Navtex, SMDSM ;
- Systèmes météorologiques et environnementaux ;
- Systèmes de contrôle-commande industriels : propulsion, énergie, surveillance, hydroliennes, propulsion dynamique ;
- Outils de gestion et de contrôle du trafic maritime et des cargaisons ;
- Systèmes militaires spécifiques : systèmes de combat…

### Marétique terrestre
- systèmes de débarquement / embarquement de containers, smartports, systèmes logistiques ;
- Port Community Systems[7] ;
- systèmes de gestion et de positionnement des grues et portiques ;
- systèmes de gestion de bassins (pompage, ouverture des portes) ;
- écluses (pompage, ouverture des portes) ;
- pipelines.